# Octoblepharum blumii
Octoblepharum blumii là một loài rêu trong họ Octoblepharaceae. Loài này được (Nees ex Hampe) Mitt. mô tả khoa học đầu tiên năm 1868.